# سیرا نشنال ایرلاینز
سیرا نشنال ایرلاینز (به انگلیسی: Sierra National Airlines) یک شرکت هواپیمایی با کد یاتا LJ است که در ۱۹۹۰ میلادی تأسیس شده‌است. دفتر مرکزی سیرا نشنال ایرلاینز در فری‌تاون، سیرالئون واقع شده‌است و قطب این شرکت هواپیمایی در فرودگاه بین‌المللی لونگی قرار دارد و به ۵ مقصد (لندن، بانجول، مونروویا، کوناکری و آمستردام)، پرواز انجام می‌دهد.